# Ауэрбах, Юлия Фёдоровна
Юлия Фёдоровна Ауэрбах (урождённая фон Берхгольц; 1827—1871) — русская писательница.

## Биография
Дочь богатого саратовского землевладельца. В начале 1860-х гг. была начальницей Тульского женского училища. В повести «Простой случай» (1858), где любовный конфликт разрешается в традициях «светской повести», и рассказах из народной жизни «По дороге» (1858) и «Преступница» (1871) ― идеализированный образ русской
женщины с драматической судьбой. 

## Семья
- Муж ― Герман Андреевич Ауэрбах, владельца имения Горячкино, близ Тулы, где у него был свекло-сахарный завод. Семья Ауэрбах была хорошо знакома с Л.Н.Толстым[3][4]. 
  - Сын ― Евгений Германович Ауэрбах
    - Внуки: Евгений (род. 1890), Участник Первой мировой войны, мичман ВМФ[5]. Репрессирован[6]; Ольга; Генрих; Германн.
      - Правнучка (дочь Ольги Евгеньевны) ― Елизавета Борисовна Ауэрбах, актриса.

Сестра Юлии Ауэрбах ― Анастасия Ауэрбах (?―1891), детская писательница. Под псевдонимом «Тётка Настасья» опубликовала сборник рассказов-миниатюр «Первое чтение для крестьянских детей» (1861, 1864). 
Юлия Федоровна и Анастасия Федоровна были замужем за родными братьями.  Муж Анастасии Федоровны ― Андрей (Генрих) Андреевич Ауэрбах (род. 1805), врач.
Дети Анастасии Федоровны и Андрея Андреевича: 
- София (в замуж. Губер; 1837―1916). Ее внуки: историк, академик Александр Андреевич Губер и писатель Борис Андреевич Губер.
- Андрей Андреевич Ауэрбах (1839―1905), промышленник. Организовал симфонический оркестр, открыл и возглавил первые в Сибири музыкальные курсы. Сейчас это музыкальная школа №1 им. А. Рубинштейна города Томска.[9]
- Александр Андреевич Ауэрбах, горный инженер промышленник, создатель и организатор производств. Был женат на Софье Павловне Бергхольц, родной племяннице (дочери их брата) Юлии Федоровны и Анастасии Федоровны.
- Федор (Фридерик) Андреевич Ауэрбах (1858―1917)
- Юлия Андреевна (в замуж. Андреева; (1860―1905?). Дочь Юлии Андреевны ― Галина Николаевна вместе с мужем Е.В.Клумовым ― участники Минского подполья, погибли в концлагере.